# Aldona Gustas
Aldona Maria Gustas (ur. 2 marca 1932 w Karceviškiai, zm. 8 grudnia 2022 w Berlinie) – urodzona na Litwie niemiecka pisarka, poetka, malarka i grafik. Pomysłodawczyni utworzenia grupy malarzy-poetów Berliner Malerpoeten, do której należał Günter Grass. Odznaczona Orderem Zasługi Republiki Federalnej Niemiec i Orderem „Za Zasługi dla Litwy”.

## Życiorys
Aldona Gustas urodziła się w niewielkiej litewskiej miejscowości Karceviškiai w rejonie szyłokarczemskim. Wczesne dzieciństwo spędziła na Litwie, przez pewien czas mieszkała w Wilnie. W czasie II wojny światowej jej ojciec został wywieziony na Syberię. W 1941 roku Aldona z matką uciekły do Niemiec. Początkowo mieszkała w Rostocku, a od 1945 roku w Berlinie Zachodnim. W 1952 roku poznała prawie dwadzieścia lat starszego pisarza Georga Holmstena (1913-2010), którego została żoną. W 1957 roku rozpoczęła twórczość pisarską, w 1970 roku zaczęła tworzyć jako malarz i grafik.
Pod koniec lat 50. i w latach 60. XX w. Gustas była częścią sceny artystycznej i literackiej Berlina Zachodniego i Kreuzbergu. Przyjaźniła się z artystycznymi osobistościami, takimi jak Günter Grass, Günter Bruno Fuchs i Robert Wolfgang Schnell. Pragnienie połączenia tych kontaktów z jej własnymi zainteresowaniami literackimi i malarskimi doprowadziło ją do założenia w 1972 roku grupy Berliner Malerpoeten, która zrzeszała 14 artystów łączących twórczość literacką z uzdolnieniami plastycznymi. Gustas była organizatorką i kuratorką ich wystaw, zajmowała się wydawaniem antologii zrzeszonych artystów . Dzięki jej wysiłkom berlińscy malarze-poeci stali się znani również na arenie międzynarodowej. Do grupy tej należał także Roger Loewig, Oskar Pastior i Karl Oppermann.
Jako poetka Gustas zadebiutowała w 1962 roku kolekcją poezji Nachtstraßen. Swoje tomy wierszy często ilustrowała własnymi rysunkami i grafikami. W jej twórczości centralne miejsce zajmuje kobieca tożsamość, erotyzm i zmysłowość. Nawiązuje w nich także do litewskich korzeni, mitologii, baśni ludowych i krajobrazu dzieciństwa . Wiersze poetki zostały przetłumaczone m.in. na język litewski, włoski, hiszpański, francuski, rosyjski, polski i angielski. W 2017 roku wydała tom Zeit zeitigt w nakładzie jedynie 250 egzemplarzy i każdy z nich podpisała własnoręcznie.
Była członkiem Varnhagen Gesellschaft, międzynarodowej organizacji zajmującej się promocją sztuki, kultury, literatury, a także pojednaniem żydowsko-chrześcijańskim i niemiecko-polskim.

## Nagrody i wyróżnienia
- 1997: Rahel Varnhagen von Ense Medaille[3][9]
- 1999: Order Zasługi Republiki Federalnej Niemiec[3][9]
- 2006: Order „Za Zasługi dla Litwy”[3][9]

## Dzieła
- Nachtstraßen, 1962
- Grasdeuter, 1962
- Asyl im Geschlecht, 1990
- Berliner Malerpoeten (z wprowadzeniem Karla Krolowa(inne języki)), 1974
- Frankierter Morgenhimmel, 1975
- Erotische Gedichte von Frauen, 1985
- Erotische Gedichte von Männern, 1987
- Körpernaturen. Zeichnungen und Gedichte, 1991
- Querschnitt. Gesammelte Gedichte 1962 – 1992, 1992
- Symbiosefrauen. Zeichnungen und Prosa, 1993
- Sonnenzyklus, 1997
- Jetzt. Gedichte und Zeichnungen, 1997
- aber mein Herz ist ein Herkules, 1998
- Sphinxfrauen. Texte und Zeichnungen, 1999
- Asyl im Gedicht, 2001
- Nachtversunken, 2004
- Mitlesebuch 77. Ausgewählte Gedichte und Grafiken, 2005
- Berliner Tagebuch Gedichte, 2006
- Untoter, 2011
- Zeit zeitigt, 2017